# Liste des joueurs des Maroons de Montréal
Cette liste contient tous les joueurs de hockey sur glace ayant joué au moins un match sous le maillot des Maroons de Montréal, ancienne franchise de la Ligue nationale de hockey entre 1924 et 1938.
Au total, 88 joueurs ont joué pour les Maroons, Nels Stewart et Reginald « Hooley » Smith étant les deux joueurs les plus prolifiques de l'équipe avec 185 buts et 647 minutes de pénalités pour l'un et 151 passes décisives et 281 points pour le second. Jimmy Ward quant à lui a été le joueur qui a le plus porté le maillot de l'équipe : il joue onze saisons au total pour l'équipe pour un total de 496 matchs. Clint Benedict est le gardien de but le plus utilisé par l'équipe parmi les huit s'étant partagé le rôle.

## Explications des sigles et codes
Les joueurs sont classés par ordre alphabétique, la colonne « Saison » reprend la date pour la première et pour la dernière saison joué par le joueur avec les Maroons. Les lignes mises en couleur indiquent les joueurs ayant remporté la coupe Stanley avec l'équipe.
| Nat. | Nationalité                  |
| PJ   | parties jouées               |
| CS   | Champion de la Coupe Stanley |

| V | Victoires   | Bl  | Blanchissages           |
| D | Défaites    | MOY | Moyenne de buts alloués |
| N | Matchs nuls |     |                         |

| Pos | Position      | AD | Ailier droit | A   | Aide                 |
| D   | Défenseur     | C  | Centre       | P   | Points               |
| AG  | Ailier gauche | B  | But          | Pun | Minutes de pénalités |

## Gardiens de but

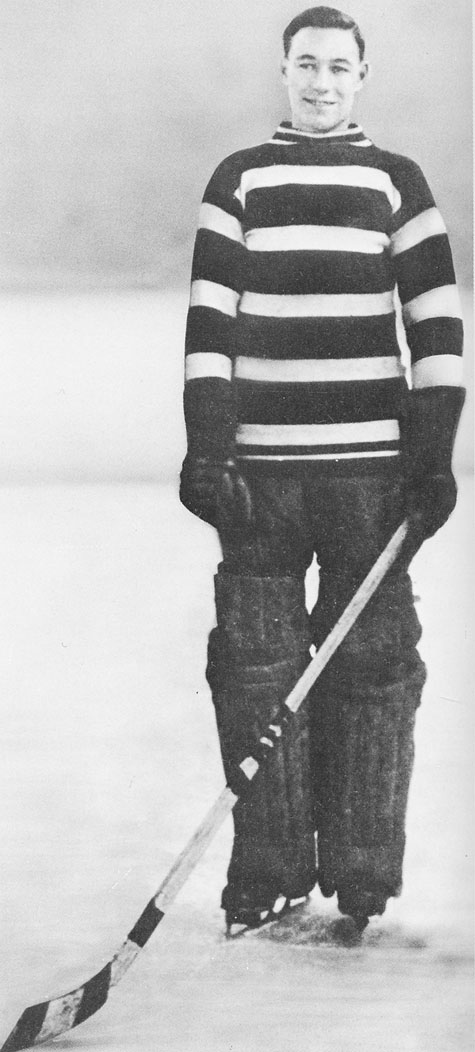
Clint Benedict, ici sous le maillot des Sénateurs d'Ottawa a joué 204 matchs avec les Maroons.

|  | Saison régulière | Séries éliminatoires |
|  | ---------------- | -------------------- |

| Nom             | Nat               | Saisons             | PJ  | V  | D  | N  | BL | MOY  | PJ | V  | D | N | BL | MOY  | Remarques |
| --------------- | ----------------- | ------------------- | --- | -- | -- | -- | -- | ---- | -- | -- | - | - | -- | ---- | --------- |
| Benedict, Clint | Drapeau du Canada | 1924–1930           | 204 | 80 | 85 | 25 | 39 | 1,95 | 19 | 10 | 5 | 4 | 8  | 0,94 | CS — 1926 |
| Beveridge, Bill | Drapeau du Canada | 1935–1938           | 101 | 38 | 49 | 14 | 4  | 2,45 | 5  | 2  | 3 | 0 | 0  | 2,00 |           |
| Chabot, Lorne   | Drapeau du Canada | 1935–1936           | 16  | 8  | 3  | 5  | 2  | 2,08 | 3  | 0  | 3 | 0 | 0  | 3,84 |           |
| Connell, Alex   | Drapeau du Canada | 1934–1935 1936–1937 | 75  | 34 | 30 | 11 | 11 | 2,04 | 7  | 5  | 0 | 2 | 2  | 1,12 | CS — 1935 |
| Cox, Abbie      | Drapeau du Canada | 1929–1930           | 1   | 1  | 0  | 0  | 0  | 2,00 | —  | —  | — | — | —  | —    |           |
| Kerr, Dave      | Drapeau du Canada | 1930–1931 1932–1934 | 102 | 46 | 37 | 15 | 11 | 2,35 | 8  | 1  | 6 | 1 | 1  | 2,75 |           |
| Smith, Normie   | Drapeau du Canada | 1931–1932           | 21  | 5  | 12 | 4  | 0  | 2,94 | —  | —  | — | — | —  | —    |           |
| Walsh, James    | Drapeau du Canada | 1926–1928 1928–1932 | 101 | 46 | 43 | 14 | 9  | 2,22 | 8  | 2  | 4 | 2 | 2  | 1,68 |           |

## Joueurs

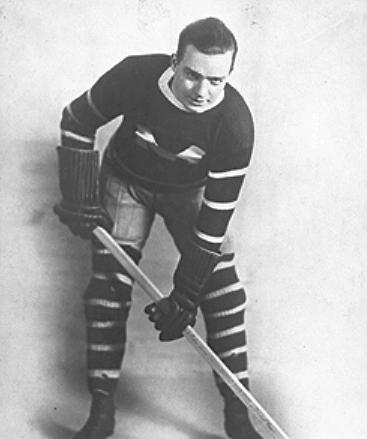
Nels Stewart, meilleur joueur et capitaine de l'équipe pendant de nombreuses saisons.

- Haut – A
- B
- C
- D
- E
- F
- G
- H
- I
- J
- K
- L
- M
- N
- O
- P
- Q
- R
- S
- T
- U
- V
- W
- X
- Y
- Z

|  | Saison régulière | Séries éliminatoires |
|  | ---------------- | -------------------- |

| Nom                 | Nat                    | Pos | Saisons             | PJ  | B   | A   | Pts | Pun | PJ | B | A | Pts | Pun | Remarques                                                |
| ------------------- | ---------------------- | --- | ------------------- | --- | --- | --- | --- | --- | -- | - | - | --- | --- | -------------------------------------------------------- |
| Ayres, Vern         | Drapeau du Canada      | D   | 1933–1934           | 17  | 0   | 0   | 0   | 19  | —  | — | — | —   | —   |                                                          |
| Bellemer, Andy      | Drapeau du Canada      | D   | 1932–1933           | 16  | 0   | 0   | 0   | 0   | —  | — | — | —   | —   |                                                          |
| Berlinquette, Louis | Drapeau du Canada      | AG  | 1924–1925           | 29  | 4   | 2   | 6   | 22  | —  | — | — | —   | —   |                                                          |
| Blake, Mickey       | Drapeau du Canada      | AG  | 1932–1933           | 1   | 0   | 0   | 0   | 0   | —  | — | — | —   | —   |                                                          |
| Blake, Toe          | Drapeau du Canada      | AG  | 1934–1935           | 8   | 0   | 0   | 0   | 0   | —  | — | — | —   | —   | CS — 1935                                                |
| Blinco, Russ        | Drapeau du Canada      | C   | 1933–1938           | 220 | 56  | 54  | 110 | 22  | 19 | 3 | 3 | 6   | 4   | CS — 1935 Trophée Calder — 1934                          |
| Boucher, Georges    | Drapeau du Canada      | D   | 1928–1931           | 82  | 3   | 7   | 10  | 85  | 3  | 0 | 0 | 0   | 2   |                                                          |
| Broadbent, Punch    | Drapeau du Canada      | AD  | 1924–1927           | 108 | 36  | 14  | 50  | 275 | 2  | 0 | 0 | 0   | 0   | Capitaine, 1924–1925 CS — 1926                           |
| Brophy, Bernie      | Drapeau du Canada      | AG  | 1925–1926           | 10  | 0   | 0   | 0   | 0   | —  | — | — | —   | —   | CS — 1926                                                |
| Brown, Fred         | Drapeau du Canada      | AG  | 1927–1928           | 9   | 1   | 0   | 1   | 0   | 9  | 0 | 0 | 0   | 0   |                                                          |
| Brydson, Glen       | Drapeau du Canada      | AG  | 1930–1934           | 146 | 25  | 35  | 60  | 93  | 9  | 0 | 0 | 0   | 4   |                                                          |
| Cain, Francis       | Drapeau du Canada      | D   | 1924–1926           | 38  | 4   | 0   | 4   | 27  | —  | — | — | —   | —   |                                                          |
| Cain, Herb          | Drapeau du Canada      | AG  | 1933–1938           | 212 | 53  | 61  | 114 | 71  | 19 | 2 | 2 | 4   | 2   | CS — 1935                                                |
| Carroll, George     | Drapeau du Canada      | D   | 1924–1925           | 4   | 0   | 0   | 0   | 0   | —  | — | — | —   | —   |                                                          |
| Carson, Frank       | Drapeau du Canada      | AD  | 1925–1928           | 79  | 4   | 5   | 9   | 28  | 11 | 0 | 0 | 0   | 2   | CS — 1926                                                |
| Carson, Gerry       | Drapeau du Canada      | D   | 1936–1937           | 42  | 1   | 3   | 4   | 28  | 5  | 0 | 0 | 0   | 4   |                                                          |
| Conacher, Lionel    | Drapeau du Canada      | D   | 1930–1933 1934–1937 | 260 | 33  | 65  | 98  | 331 | 23 | 0 | 2 | 2   | 20  | Capitaine, 1936–1937 CS — 1935                           |
| Cook, Tom           | Drapeau du Canada      | C   | 1937–1938           | 20  | 2   | 4   | 6   | 0   | —  | — | — | —   | —   |                                                          |
| Croghan, Maurice    | Drapeau du Canada      | D   | 1937–1938           | 16  | 0   | 0   | 0   | 4   | —  | — | — | —   | —   |                                                          |
| Dinsmore, Chuck     | Drapeau du Canada      | C   | 1924–1927 1929–1930 | 100 | 6   | 2   | 8   | 50  | 4  | 0 | 0 | 0   | 0   | CS — 1926                                                |
| Donnelly, Babe      | Drapeau du Canada      | D   | 1926–1927           | 34  | 0   | 1   | 1   | 14  | 1  | 0 | 0 | 0   | 0   |                                                          |
| Duguid, Lorne       | Drapeau du Canada      | AG  | 1931–1934           | 66  | 4   | 8   | 12  | 44  | 2  | 0 | 0 | 0   | 4   |                                                          |
| Dutton, Red         | Drapeau du Canada      | D   | 1926–1930           | 172 | 15  | 26  | 41  | 439 | 15 | 1 | 0 | 1   | 37  |                                                          |
| Emms, Hap           | Drapeau du Canada      | AG  | 1926–1928           | 16  | 0   | 1   | 1   | 10  | —  | — | — | —   | —   |                                                          |
| Evans, Stewart      | Drapeau du Canada      | D   | 1933–1938           | 216 | 23  | 32  | 55  | 259 | 18 | 0 | 0 | 0   | 12  | Capitaine, 1937–1938 CS — 1935                           |
| Frew, Irv           | Drapeau du Canada      | D   | 1933–1934           | 30  | 2   | 1   | 3   | 41  | 4  | 0 | 0 | 0   | 6   |                                                          |
| Gainor, Dutch       | Drapeau du Canada      | C   | 1934–1935           | 40  | 0   | 4   | 4   | 2   | —  | — | — | —   | —   |                                                          |
| Gallagher, John     | Drapeau du Canada      | D   | 1930–1933           | 40  | 0   | 4   | 4   | 2   | 2  | 0 | 0 | 0   | 0   |                                                          |
| Gracie, Bob         | Drapeau du Canada      | C   | 1934–1938           | 174 | 44  | 66  | 110 | 89  | 15 | 1 | 5 | 6   | 4   | CS — 1935                                                |
| Graham, Ted         | Drapeau du Canada      | D   | 1933–1934           | 19  | 2   | 1   | 3   | 10  | —  | — | — | —   | —   |                                                          |
| Haynes, Paul        | Drapeau du Canada      | C   | 1930–1935           | 133 | 24  | 31  | 55  | 36  | 10 | 0 | 1 | 1   | 4   |                                                          |
| Hicks, Hal          | Drapeau du Canada      | D   | 1928–1929           | 44  | 2   | 0   | 2   | 27  | —  | — | — | —   | —   |                                                          |
| Holway, Albert      | Drapeau du Canada      | D   | 1925–1927           | 30  | 0   | 0   | 0   | 8   | —  | — | — | —   | —   | CS — 1926                                                |
| Horne, George       | Drapeau du Canada      | AD  | 1925–1927           | 15  | 0   | 0   | 0   | 2   | —  | — | — | —   | —   | CS — 1926                                                |
| Huggins, Al         | Drapeau du Canada      | AG  | 1930–1931           | 20  | 1   | 1   | 2   | 2   | —  | — | — | —   | —   |                                                          |
| Jenkins, Roger      | Drapeau des États-Unis | D   | 1936–1937           | 1   | 0   | 0   | 0   | 0   | —  | — | — | —   | —   |                                                          |
| Kaminsky, Max       | Drapeau du Canada      | C   | 1936–1937           | 6   | 0   | 0   | 0   | 0   | —  | — | — | —   | —   |                                                          |
| Kilrea, Wally       | Drapeau du Canada      | AG  | 1932–1934           | 50  | 5   | 7   | 12  | 9   | 6  | 0 | 0 | 0   | 0   |                                                          |
| Kitchen, Hobie      | Drapeau du Canada      | C   | 1925–1926           | 30  | 5   | 2   | 7   | 16  | —  | — | — | —   | —   | CS — 1926                                                |
| Lamb, Joe           | Drapeau du Canada      | AD  | 1927–1929 1935–1936 | 86  | 12  | 9   | 21  | 85  | 11 | 1 | 0 | 1   | 34  |                                                          |
| Lowrey, Fred        | Drapeau du Canada      | AD  | 1924–1926           | 38  | 1   | 0   | 1   | 8   | —  | — | — | —   | —   |                                                          |
| MacKenzie, Bill     | Drapeau du Canada      | D   | 1933–1935 1936–1937 | 63  | 4   | 4   | 8   | 26  | 4  | 0 | 0 | 0   | 0   |                                                          |
| Marker, Gus         | Drapeau du Canada      | AD  | 1934–1938           | 185 | 37  | 43  | 80  | 85  | 15 | 2 | 2 | 4   | 6   | CS — 1935                                                |
| McBride, Cliff      | Drapeau du Canada      | AD  | 1928–1929           | 1   | 0   | 0   | 0   | 0   | —  | — | — | —   | —   |                                                          |
| McCabe, Stan        | Drapeau du Canada      | AG  | 1932–1934           | 9   | 0   | 0   | 0   | 4   | —  | — | — | —   | —   |                                                          |
| McManus, Sammy      | Drapeau du Canada      | AD  | 1934–1935           | 25  | 0   | 1   | 1   | 8   | 1  | 0 | 0 | 0   | 0   | CS — 1935                                                |
| McVicar, Jack       | Drapeau du Canada      | D   | 1930–1932           | 88  | 2   | 4   | 6   | 63  | 6  | 0 | 0 | 0   | 2   |                                                          |
| Miller, Bill        | Drapeau du Canada      | C   | 1934–1936           | 30  | 3   | 0   | 3   | 2   | 7  | 0 | 0 | 0   | 0   | CS — 1935                                                |
| Munro, Dunc         | Drapeau du Canada      | D   | 1924–1931           | 191 | 27  | 17  | 44  | 156 | 15 | 2 | 2 | 4   | 16  | Capitaine, 1925–1928 CS — 1926                           |
| Munro, Gerry        | Drapeau du Canada      | D   | 1924–1925           | 29  | 1   | 0   | 1   | 22  | —  | — | — | —   | —   |                                                          |
| Noble, Reg          | Drapeau du Canada      | D   | 1924–1927 1932–1933 | 128 | 19  | 18  | 37  | 282 | 4  | 0 | 0 | 0   | 4   | CS — 1926                                                |
| Northcott, Baldy    | Drapeau du Canada      | AG  | 1928–1938           | 401 | 128 | 105 | 233 | 264 | 31 | 8 | 5 | 13  | 14  | CS — 1935                                                |
| Oatman, Russell     | Drapeau du Canada      | AG  | 1926–1929           | 80  | 16  | 8   | 24  | 78  | 11 | 1 | 0 | 1   | 18  |                                                          |
| Parkes, Ernie       | Drapeau du Canada      | AD  | 1924–1925           | 17  | 0   | 0   | 0   | 2   | —  | — | — | —   | —   |                                                          |
| Phillips, Bill      | Drapeau du Canada      | C   | 1926–1927 1929–1930 | 28  | 1   | 1   | 2   | 6   | 4  | 0 | 0 | 0   | 2   |                                                          |
| Phillips, Merlyn    | Drapeau du Canada      | C   | 1925–1933           | 278 | 51  | 24  | 75  | 222 | 20 | 2 | 1 | 3   | 13  | CS — 1926                                                |
| Plaxton, Hugh       | Drapeau du Canada      | AG  | 1932–1933           | 15  | 1   | 2   | 3   | 4   | —  | — | — | —   | —   |                                                          |
| Radley, Yip         | Drapeau du Canada      | D   | 1936–1937           | 17  | 0   | 1   | 1   | 13  | —  | — | — | —   | —   |                                                          |
| Robinson, Earl      | Drapeau du Canada      | AD  | 1928–1930 1931–1938 | 359 | 73  | 88  | 161 | 116 | 25 | 5 | 4 | 9   | 0   | CS — 1935                                                |
| Roche, Des          | Drapeau du Canada      | AD  | 1930–1931 1932–1933 | 25  | 0   | 1   | 1   | 6   | —  | — | — | —   | —   |                                                          |
| Roche, Earl         | Drapeau du Canada      | AG  | 1930–1933           | 49  | 2   | 0   | 2   | 18  | —  | — | — | —   | —   |                                                          |
| Rothschild, Sam     | Drapeau du Canada      | AG  | 1924–1927           | 82  | 8   | 6   | 14  | 20  | 6  | 0 | 0 | 0   | 0   |                                                          |
| Runge, Paul         | Drapeau du Canada      | C   | 1936–1938           | 71  | 9   | 17  | 26  | 27  | 5  | 0 | 0 | 0   | 4   |                                                          |
| Scott, Ganton       | Drapeau du Canada      | AD  | 1924–1925           | 28  | 1   | 1   | 2   | 0   | —  | — | — | —   | —   |                                                          |
| Shannon, Charles    | Drapeau du Canada      | D   | 1936–1937           | —   | —   | —   | —   | —   | 5  | 0 | 1 | 1   | 0   |                                                          |
| Shannon, Gerry      | Drapeau du Canada      | AG  | 1936–1938           | 68  | 9   | 10  | 19  | 33  | —  | — | — | —   | —   |                                                          |
| Shields, Allan      | Drapeau du Canada      | D   | 1934–1936 1937–1938 | 136 | 11  | 22  | 33  | 193 | 10 | 0 | 1 | 1   | 12  | CS — 1935                                                |
| Siebert, Babe       | Drapeau du Canada      | AG  | 1925–1932           | 287 | 83  | 74  | 157 | 619 | 20 | 3 | 1 | 4   | 38  | CS — 1926                                                |
| Skinner, Alf        | Drapeau du Canada      | AD  | 1924–1925           | 9   | 1   | 1   | 2   | 6   | —  | — | — | —   | —   |                                                          |
| Smith, Des          | Drapeau du Canada      | D   | 1937–1938           | 41  | 3   | 1   | 4   | 47  | —  | — | — | —   | —   |                                                          |
| Smith, Hooley       | Drapeau du Canada      | D   | 1927–1936           | 388 | 130 | 151 | 281 | 632 | —  | — | — | —   | —   | Capitaine, 1932–1936 CS — 1935                           |
| Starr, Harold       | Drapeau du Canada      | C   | 1931–1932 1933–1934 | 47  | 1   | 2   | 3   | 52  | 7  | 0 | 0 | 0   | 0   |                                                          |
| Stewart, Nels       | Drapeau du Canada      | D   | 1925–1932           | 290 | 185 | 68  | 253 | 647 | 21 | 4 | 4 | 8   | 27  | Capitaine, 1928–1932 CS — 1926 Trophée Hart — 1926, 1930 |
| Touhey, Bill        | Drapeau du Canada      | AG  | 1927–1928           | 22  | 2   | 0   | 2   | 2   | —  | — | — | —   | —   |                                                          |
| Trottier, Dave      | Drapeau du Canada      | AG  | 1928–1938           | 435 | 120 | 112 | 232 | 501 | 31 | 4 | 3 | 7   | 39  | CS — 1935                                                |
| Voss, Carl          | Drapeau des États-Unis | C   | 1936–1938           | 24  | 0   | 2   | 2   | 4   | 5  | 1 | 0 | 1   | 0   |                                                          |
| Ward, Jimmy         | Drapeau du Canada      | AG  | 1927–1938           | 496 | 143 | 124 | 267 | 465 | 35 | 4 | 4 | 8   | 26  | CS — 1935                                                |
| Webster, Aubrey     | Drapeau du Canada      | AD  | 1934–1935           | 9   | 0   | 1   | 1   | 6   | —  | — | — | —   | —   |                                                          |
| Wentworth, Marvin   | Drapeau du Canada      | D   | 1932–1938           | 283 | 21  | 38  | 59  | 192 | 21 | 4 | 5 | 9   | 2   | CS — 1935                                                |
| Wilcox, Archie      | Drapeau du Canada      | D   | 1929–1934           | 185 | 8   | 13  | 21  | 156 | 12 | 1 | 0 | 1   | 8   |                                                          |

- Haut – A
- B
- C
- D
- E
- F
- G
- H
- I
- J
- K
- L
- M
- N
- O
- P
- Q
- R
- S
- T
- U
- V
- W
- X
- Y
- Z

| Sommaire                                                                     |
| Explications des sigles et codes \| Gardiens de but \| Joueurs \| Références |